# やぶ市民交流広場
やぶ市民交流広場（やぶしみんこうりゅうひろば）は、兵庫県養父市八鹿町にある複合公共施設（文化施設）。愛称は「YBファブ」。

## 概要
八鹿公民館と八鹿文化会館の老朽化、耐震診断で阪神・淡路大震災クラスの地震で倒壊の恐れがある為、養父市が代替施設の建設を決定。旧グンゼ八鹿工場跡に新築移転した。
ホール棟と図書館棟に分かれており、貸し会議室や調理実習室など公民館機能はそれぞれの建物に分散配置している。ホール、音楽スタジオなどが入り、屋根材には地場製品であった「八鹿瓦」、図書館の壁面には養父市産の木材が用いられている。総工費は約44億円。

## 沿革
- 2021年（令和3年）6月 - 竣工
- 2021年（令和3年）9月12日 - オープニングセレモニー
- 2021年（令和3年）9月14日 - グランドオープン[2][3]

## 所在地
- 兵庫県養父市八鹿町八鹿538-1

## 施設
- 1階 - 図書館,和室,大会議室,調理室,音楽スタジオ,ラウンジ,展示室,リハーサル室,ホール
- 2階 - ホール
- 屋外 - 芝生ひろば、駐車場

## 特徴
ホールがプロセニアムステージという舞台形式で、舞台上の高さが11.5メートルと高く、音響に優れているとされている。ピアノは河合楽器製作所の『shigeru kawai』のグランドピアノsk-exを設置。音楽を主目的とした音響性能と多目的性を考慮して客席数は651席。オープニングには佐渡裕を迎え、兵庫芸術文化センター管弦楽団が演奏を行った。

## 図書館
4万冊の蔵書が収容可能とされている。広さは850m2。書架を高さのない木製にし、フリーWi-Fiを導入している。
- 開館時間-9時～20時
- 休館日-月曜日(月曜日が祝祭日の場合、翌日)、年末年始(12月29日～1月3日)、図書館整理日

## 交通アクセス
- 電車の場合 JR西日本山陰本線八鹿駅から、西南へ約10分。
- バスの場合 「八鹿駅前」バス乗り場から「やぶ市民交流広場前」。
- 車の場合 北近畿豊岡自動車道八鹿氷ノ山インターから約10分。